# Mieczysław Porzuczek
Mieczysław Porzuczek, pseud. Ostry (ur. 2 stycznia 1919 w Piekoszowie, zm. 24 marca 2011 w Olsztynie) – polski polityk ludowy, poseł na Sejm PRL II i III kadencji.

## Życiorys
Syn Jana i Ewy. Uzyskał wykształcenie średnie, z zawodu był rolnikiem. Uczestniczył w walkach wojny obronnej 1939 roku, a następnie walczył w Batalionach Chłopskich. Organizował działalność Związku Młodzieży Wiejskiej RP „Wici”, Stronnictwa Ludowego, Związku Samopomocy Chłopskiej. Prowadził działalność w Stowarzyszeniu Społeczno-Kulturalnym „Pojezierze”, w którym był wieloletnim sekretarzem generalnym, pełnił także funkcję prezesa Wojewódzkiego Związku Kółek Rolniczych w Olsztynie.
Należał do Zjednoczonego Stronnictwa Ludowego, w którym został zastępcą członka Naczelnego Komitetu. W 1957 i 1961 uzyskiwał mandat posła na Sejm PRL z okręgu Bartoszyce. Przez dwie kadencje pozostawał zastępcą przewodniczącego Komisji Przemysłu Ciężkiego, Chemicznego i Górnictwa, nadto należał do Komisji Planu Gospodarczego, Budżetu i Finansów oraz Komisji Nadzwyczajnej do rozpatrzenia projektu ustawy o samorządzie robotniczym.
Został odznaczony Orderem Sztandaru Pracy II klasy, Srebrnym (1952) i Złotym (1954) Krzyżem Zasługi, Medalem 10-lecia Polski Ludowej (1954) oraz Odznaką honorową "Zasłużony dla Warmii i Mazur" (1960).
Został pochowany na cmentarzu w Dywitach.

## Publikacje książkowe
- Awans regionu (Ludowa Spółdzielnia Wydawnicza, Warszawa, 1976)